# Боакье, Ричмонд
Йиадом Ричмонд Боакье (англ. Yiadom Richmond Boakye; 28 января 1993, Агого, Гана) — ганский футболист, нападающий клуба «Аль-Ахдар» и сборной Ганы.

## Карьера
Ричмонд Боакье начал карьеру в клубе «Бекем Юнайтед». В 2008 году он приехал в Италию для участия в молодёжном турнире в Виченце; там его заметили скауты клуба «Дженоа», подписавшие контракт с футболистом. В сезоне 2009/10 Боакье выступал за Примаверу «россоблю», с которой выиграл молодёжный Кубок и Суперкубок страны. 3 апреля 2010 года Ричмонд дебютировал в основном составе «Дженоа» в игре чемпионата Италии с «Ливорно» и сразу же забил гол; игра завершилась вничью 1:1. После матча он сказал:

Как только тренер сказал мне, что я скоро выйду на поле, я попросил Бога помочь мне. Я действительно счастлив, что дебютировал в Серии А и забил гол, который обеспечил нам временное преимущество. Я благодарю за это Бога, который помог мне отличиться. Жаль только, что моего гола оказалось недостаточно для победы. Для меня уже было большим опытом пережить такой день, как этот.
— Ричмонд Боакье
Всего в своём первом сезоне он провёл 3 игры. В том же году он выиграл молодёжный чемпионат Италии. 9 сентября 2010 года в составе Примаверы «Дженоа» Боакье выиграл молодёжный Суперкубок Италии, в финале которого был обыгран «Милан» со счётом 5:0; Боакье забил в матче два гола.
16 июня 2012 года Боакье перешёл в клуб «Ювентус», заплативший за трансфер игрока 4 млн евро.

## Достижения
- Обладатель Суперкубка Италии: 2012

## Статистика выступлений
| Клуб             | Сезон            | Лига | Лига | Кубки | Кубки | Еврокубки | Еврокубки | Прочие | Прочие | Итого | Итого |
| Клуб             | Сезон            | Игры | Голы | Игры  | Голы  | Игры      | Голы      | Игры   | Голы   | Игры  | Голы  |
| ---------------- | ---------------- | ---- | ---- | ----- | ----- | --------- | --------- | ------ | ------ | ----- | ----- |
| Дженоа           | 2009/10          | 3    | 1    | 0     | 0     | -         | -         | -      | -      | 3     | 1     |
| Дженоа           | 2010/11          | 4    | 0    | 1     | 0     | -         | -         | -      | -      | 5     | 0     |
| Дженоа           | Итого            | 7    | 1    | 1     | 0     | -         | -         | -      | -      | 8     | 1     |
| Сассуоло         | 2011/12          | 32   | 10   | 2     | 2     | -         | -         | -      | -      | 34    | 12    |
| Сассуоло         | 2012/13          | 31   | 11   | 0     | 0     | -         | -         | -      | -      | 31    | 11    |
| Сассуоло         | Итого            | 63   | 21   | 2     | 2     | -         | -         | -      | -      | 65    | 23    |
| Эльче            | 2013/14          | 17   | 3    | 2     | 1     | -         | -         | -      | -      | 19    | 4     |
| Эльче            | Итого            | 17   | 3    | 2     | 1     | -         | -         | -      | -      | 19    | 4     |
| Всего за карьеру | Всего за карьеру | 87   | 25   | 5     | 3     | -         | -         | -      | -      | 92    | 28    |

(откорректировано по состоянию на 22 января 2014 года)